# Herbert Richardson
Herbert Richardson, né le 25 novembre 1903 à Toronto et mort le 17 janvier 1982 dans la même ville, est un rameur d'aviron canadien.

## Palmarès

### Jeux olympiques
- Amsterdam 1928
  -  Médaille de bronze en huit[1].